# Cipriano Garijo
Cipriano Garijo y Aljama (Montoro, 1838 - Madrid, 1911) fue un abogado y político español. 

## Biografía
Estudió Derecho y se estableció en Madrid, donde militó en el Partido Liberal y en 1874 fue nombrado gobernador civil de Baleares. En las elecciones de 1881 fue elegido diputado por primera vez en el Congreso por la circunscripción de Ibiza y Formentera, y lo fue nuevamente en 1891 y 1893. Durante la última legislatura se propuso su nombramiento como intendente en Cuba, pero el cambio de gobierno frustró el nombramiento.
En las elecciones generales de 1896 y 1901 fue elegido diputado en la provincia de Lérida (circunscripción electoral de Borjas Blancas), y en las de 1905 y 1910 lo fue nuevamente por la circunscripción de Ibiza

## Fallecimiento
Murió un año después y fue nombrado hijo adoptivo de Ibiza.